# آنا کاسیان
آنا کاسیان (ارمنی: Աննա Կասյան؛ زادهٔ ۷ اکتبر ۱۹۸۱) یک خواننده اپرای اهل ارمنستان است که در فرانسه به سر می‌برد.

## زندگی‌نامه
وی در ۷ اکتبر ۱۹۸۱ در تفلیس به دنیا آمد.